# خوان زامورا
خوان زامورا (انگلیسی: Juan Zamora؛ زادهٔ ۳ مهٔ ۱۹۸۳) بازیکن فوتبال اهل اسپانیا است.
از باشگاه‌هایی که در آن بازی کرده‌است می‌توان به باشگاه فوتبال رکریتیوو اوئلوا، باشگاه فوتبال ژیرونا، باشگاه فوتبال رئال مادرید سی، و باشگاه فوتبال رئال مورسیا اشاره کرد.